# Verzorgingsplaats Tolnegen
Verzorgingsplaats Tolnegen is een Nederlandse verzorgingsplaats, gelegen aan beide zijden van A1 Amsterdam-Oldenzaal tussen afritten 16 en 17 in de gemeente Barneveld.
De verzorgingsplaats heeft aan beide zijden dezelfde naam gekregen. De noordzijde heeft een tankstation, beheerd door Esso en tevens een restaurant beheerd door La Place (tot 2017 AC Restaurants) en een restaurant van fastfoodketen Burger King.
De beide zijden worden verbonden door een voetgangerstunnel onder de A1.
Richting Oldenzaal:
Honswijck · 
Ronduit · 
De Slaag · 
Palmpol ·
Tolnegen · 
Lucasgat · 
Bruggelen · 
De Paal · 
Boermark · 
Bolder · 
Het Lonnekermeer
Richting Amsterdam:
De Poppe · 
Het Veelsveld · 
Struik · 
De Hop · 
Vundelaar · 
De Hucht · 
De Strubben · 
Tolnegen · 
Aanschoten · 
Uilengoor · 
De Middelaar · 
Neerduist · 
Bastion · 
Hackelaar